# Dubicka Słoboda
Dubicka Słoboda (biał. Дубіцкая Слабада, ros. Дубицкая Слобода) – wieś na Białorusi, w obwodzie mińskim, w rejonie mińskim, w sielsowiecie Krupica.
Pod polską administracją w latach 1919–1920 w okręgu mińskim Zarządu Cywilnego Ziem Wschodnich. W latach 1932–1938 w Polskim Rejonie Narodowym im. Feliksa Dzierżyńskiego.